# IC 1195
IC 1195 — галактика типу SBbc (компактна витягнута галактика) у сузір'ї Геркулес.
Цей об'єкт міститься в оригінальній редакції індексного каталогу.